# Lijst van burgemeesters van Brussel
Dit is een lijst van burgemeesters van de stad Brussel.

## Ancien régime
De heren van de Wet binnen de Magistraat van Brussel kregen vanaf 1421 jaarlijks een eerste burgemeester uit de Geslachten van Brussel en een tweede burgemeester uit de Naties van Brussel:
- 1421: Geert Pipenpoy, Jacob Stovaert
- 1421: J. Swaeff, J. Cooman alias Van Hede
- 1422: Walter Vanden Heetvelde, Petrus van Bolenbeke
- 1423: Willem van Kesterbeke, Jan van Muysen
- 1424: Jan van Coudenberg alias Rolibuc, Gielis Daneels
- 1425: Willem van Herzele, J. de Schore alias de Briedere
- 1426: Wenceslas t'Serclaes, J. Rampaert
- 1427: Jan de Hertoghe, Michel de Mabeert
- 1428: H. Magnus, J. de Broeckhoven
- 1429: Willem van Kesterbeke, Daniel Poelbroot
- 1430: Simon van Ophem, J. de Schore alias de Briedere
- 1431: Walter Pipenpoy, J. Roypens
- 1432: Wenceslas t'Serclaes, Felix de Hont
- 1433: J. Bernaige, H. de Beringen
- 1434: Jan van Coudenberg, Michiel de Mabeert (overleden en opgevolgd door Michiel van den Broecke)
- 1435: Walter Vandernoot, J. Rampaert
- 1436: Walter Vanden Winckele, Arnout Wellems alias Van Almkercke
- 1437: Henri Taye, J. van Broeckhoven
- 1438: Everard t'Serarnts, Jan Ofhuys
- 1439: Jan de Mol, J. Bogaert
- 1440: Nicolaas Vanden Heetvelde, J. Rampaert
- 1441: Walter Vandernoot, Arnout Wellems alias Van Almkercke
- 1442: Jan van Coudenberg, God. Taye
- 1443: J. t'Serclaes, J. de Schore
- 1444: Jan de Mol, Geert Pipenpoy (overleden op 4 september en vervangen door J. Vanden Driessche)
- 1445: Nicolaas Vanden Heetvelde, H. Vander Straeten alias Meeus
- 1446: Wenceslas t'Serclaes, Martin Wegsken alias Snellaert
- 1447: Anton Mennen, Arnout Wellems alias Van Almkercke
- 1448: Walter Vandernoot, Nicolas Vanden Driele
- 1449: Jan Vandernoot, Willem Utenberge
- 1450: Nicolas Vanden Heetvelde, H. Vander Straeten
- 1451: Amelric Was, J. Cambier
- 1452: Everard T'Serarnts, Joos Westveling
- 1453: J. de Mol, J. de Blare
- 1454: Jan Vandernoot, J. Eggerix
- 1455: Thierry de Mol, Josse de Pape
- 1456: Amelric Was, Willem Rampaert
- 1457: Walter Vanden Winckele, J. Cambier
- 1458: Filip van Nieuwenhove, Albertin Frenier
- 1459: Siger Vanden Heetvelde, J. Eggerix
- 1460: J. de Mol, J. Giellaert
- 1461: Amelric Was, Willem Rampaert
- 1462: Walter Vanden Winckele, Gerelin de Moor alias in den Sleutel
- 1463: Walter Vandernoot, Joos Westveling
- 1464: Petrus Pipenpoy, Willem de Smeth
- 1465: Jan Schat, J. de Poelke
- 1466: Everard t'Serclaes, Jan Offhuys
- 1467: H. Heenkenshoot, Adam Vandersleehagen
- 1468: Amelric Was, H. de Mol alias Cooman
- 1469: Walter Vandernoot, J. Vander Moelen
- 1470: Antoon Thonys, J. Cambier
- 1471: Conrad Vander Neeren, J. de Poelke
- 1472: J. de Mol, Jacob Vanden Poele alias Poelman
- 1473: H. Heenkenshoot, Adam de Bogaerden alias Jordaens
- 1474: Nicolas Vanden Heetvelde, J. Ofhuys
- 1475: Costin de Limelette, Gerelin de Moor alias in den Sleutel
- 1476: J. Schat, J. Eeckaert
- 1477: J. Vander Meeren, Arnout Vanden Plassche
- 1478: H. Vander Meeren, Engelbert Vliege
- 1479: H. t'Serarnts, God. Wyngaert
- 1480: Roland de Mol, Thierry Ruttens
- 1481: Wenceslas t'Serclaes, Petrus de Jonge
- 1482: J. Bernsige, J. Mosselman
- 1483: J. van Buyssegem, J. de Poelke
- 1484: H. Vander Meeren, J. Middelborch (overleden en opgevolgd door Laurens de Poirtere)
- 1485: Roland de Mol, René van Thienen
- 1486: Pieter Was, Engelbert Vander Moelen
- 1487: H. de Mol, Jacques de Ruwe
- 1488: Adriaan van Assche, J. de Walsche (Van Assche nam ontslag en werd vervangen door Willem t'Serclaes, die op 12 oktober werd gevangengenomen en opgevolgd door J. de Heemvliet)
- 1489: Willem t'Serclaes, J. de Poelke
- 1490: Hector Vandernoot, René van Thienen
- 1491: Jan van Catthem, Joos Zegers
- 1492: Adriaan van Droogenbroeck, Petrus Goessens
- 1493: Helegast Vander Meeren, J. Van Zennen
- 1494: Jan Vander Meeren, Laurens de Poirtere
- 1495: Willem van Bitterswyck, J. Moyensoene
- 1496: J. Vanden Heetvelde, Simon van Doerne
- 1497: Amelric Was, Jacques de Ruwe
- 1498: Gielis van Aelst, Pieter Goessens
- 1499: Wenceslas T'Serclaes, J. de Walssche

- 1525: Jan van Nieuwenhove

- 1546: Jan van Locquenghien

- 1556: Jan Pipenpoy

- 1574: Jacob Taye, J. Van Geersmeutere
- 1575: Jacob Taye, Karel vanden Horicke
- 1576: Antoon Quarré, Petrus Cuyerman (overleden en opgevolgd door Nicolas de Beekere)
- 1577: Karel van  Brecht, Frans Jacobs
- 1578: Leonard Vandenhecke, Willem de Smet
- 1579: Jacob Taye, Simon de Sailly
- 1580: Leonard Vandenhecke, Adriaan van Conincxloo
- 1581: Hendrik de Bloyere, Barthélemy Vanderhaegen (onder de Brusselse republiek)
- 1582: H. de Bloyere, Pieter Rentiers
- 1583: H. de Bloyere, Karel Verbasselt
- 1584: H. de Bloyere, Karel Verbasselt
- 1585: Jacob Taye, J. van Geersmeutere (na de capitulatie)
- 1586: Lancelot I Schetz, J. Van Gersmeutere
- 1587: Lancelot I Schetz, J. de Blaere
- 1588: Filip van Rodoan, J. de Blaere
- 1589: Filip van Rodoan, Bernard Diertyns
- 1590: Hendrik van Dongelberghe, Gabriel van Bemmel
- 1591: Hendrik van Dongelberghe, Gabriel van Bemmel
- 1592: Gielis van Busleyden, Willem de Vaddere
- 1593: Gielis van Busleyden, Willem de Vaddere
- 1594: Hendrik van Dongelberghe, Arnold Addiers
- 1595: Hendrik van Dongelberghe, Arnold Addiers
- 1596: François de Senft, J. Meterman
- 1597: François de Senft (overleden en opgevolgd door Antoine Vanderhert), J. Meterman
- 1598: Hendrik van Dongelberghe, Willem de Vaddere
- 1599: Hendrik van Dongelberghe, Willem de Vaddere
- 1600: Karel van Lathem, Gérard Mouton
- 1601: Karel van Lathem, Gérard Mouton
- 1602: J. Duquesnoy, J. Meterman
- 1603: Hendrik van Dongelberghe, Arnold Addiers
- 1604: Hendrik van Dongelberghe, Arnold Addiers
- 1605: Karel van Lathem, Gérard Mouton
- 1606: Hendrik van Dongelberghe, Arnold Addiers
- 1607: Jacques Vandernoot, Gérard Mouton
- 1608: Gielis van Busleyden, Willem de Smet
- 1609: Karel van Lathem, Simon de Sailly
- 1610: Hendrik van Dongelberghe, Arnold Addiers
- 1611: Hendrik van Dongelberghe, Arnold Addiers
- 1612: Jacques Vandernoot, Willem de Vaddere
- 1613: Jacques Vandernoot, Willem de Vaddere
- 1614: Gielis van Busleyden, Willem de Smeth
- 1615: Gielis van Busleyden, Willem de Smeth
- 1616: Jacques Vandernoot, Josse van Hamme
- 1617: Hendrik van Dongelberghe, J. van Doorne
- 1618: J. t'Serclaes, Anton Dubois
- 1619: Gielis van Busleyden, Barthélémy le Mire
- 1620: Engelbert de Taye, baron van Wemmel
- 1623: Frederik van Marselaer, J. Raes
- 1624: Hendrik van Dongelberghe, Jacques van den Bempden
- 1625: Frederik van Marselaer, Barthélémy le Mire
- 1626: Engelbert de Taye, Josse Cuyerman
- 1627: Engelbert de Taye, Josse Cuyerman

- 1646: François van Dongelberghe

- 1688-1689: Hendrik Pipenpoy

- 1692: Hendrik Pipenpoy

- 1700-1702: Rogier-Wouter van der Noot, baron van Carloo
- 1702-1707: Charles van den Berghe, graaf van Limminghe
- 1707-1712: Jean Baptiste Aurelius Walhorn alias Deckher

- 1717-1724: Jean Baptiste Aurelius Walhorn alias Deckher
- 1725-1726: Charles van den Berghe, graaf van Limminghe
- 1727-1729: Charles Léopold de Fierlant

- 1776-1782: Simon François de Valeriola, J.-B. De Vits
- 1783-1787: Henri Ferdinand Joseph de Locquenghien, Vincent Gillé
- 1788-1789: Jean Henri Joseph de Beeckman de Vieusart, Josse van Wetter
- 1790: Henri Ferdinand Joseph de Locquenghien, Josse van Wetter (Brabantse Omwenteling)
- 1791-1792: Jean Henri Joseph de Beeckman de Vieusart, J.-J. Sophie (Eerste Oostenrijkse Restauratie)
- 1793-1794: Henri Ferdinand Joseph de Locquenghien, J. van Parys
- 1795: Jan Baptist Verlooy, Putt

Verlooy werd op 20 april 1795 door de Franse revolutionairen aangesteld tot 'maire', maar hij nam ontslag op 29 mei.

## Voorzitters van de gemeenteraad
Onder Frans bewind verdwenen de burgemeesters en werd de functie vervangen door die van Président du Conseil Municipal:
- 1795-1797: Joseph-Lambert Fourmeaux
- 1797: Paul Arconati (afgezet na de coup van Fructidor)
- 1798-1800: Pierre-Joseph Olbrechts

Arconati werd op 26 april 1800 benoemd tot maire, maar hij nam ontslag op 22 juli.

## Burgemeesters (na de hervorming door Napoleon)

### Consulaat&Empire
| Naam (Geboorte-Overlijden) | Naam (Geboorte-Overlijden)                     | Mandaat   |
| -------------------------- | ---------------------------------------------- | --------- |
|                            | Nikolaas Rouppe (1769-1838)                    | 1800-1802 |
|                            | Henri-Joseph Van Langenhoven                   | 1803-1805 |
|                            | Louis Devos (1757-1830)                        | 1804      |
|                            | Willem van Merode (1762-1830)                  | 1805-1810 |
|                            | Charles-Joseph d'Ursel (1777-1860)             | 1810-1814 |
|                            | Joseph van der Linden d'Hooghvorst (1782-1846) | 1814-1815 |

### Verenigd Koninkrijk der Nederlanden
| Naam (Geboorte-Overlijden) | Naam (Geboorte-Overlijden)                      | Mandaat   |
| -------------------------- | ----------------------------------------------- | --------- |
|                            | Louis de Wellens van ten Meulenberg (1772-1846) | 1815-1817 |
|                            | Hyacinthe van der Fosse (1770-1834)             | 1817-1820 |
|                            | Louis de Wellens van ten Meulenberg (1772-1846) | 1820-1830 |

### Belgisch koninkrijk
| Naam (Geboorte-Overlijden) | Naam (Geboorte-Overlijden)                 | Mandaat                               | Partij of strekking | Partij of strekking |
| -------------------------- | ------------------------------------------ | ------------------------------------- | ------------------- | ------------------- |
|                            | Nikolaas Rouppe (1769-1838)                | 1830-1838                             |                     | Liberaal            |
|                            | Guillaume Van Volxem (1791-1868)           | 1838-1841                             |                     | Liberaal            |
|                            | François-Jean Wyns de Raucourt (1779-1857) | 1841-1848                             |                     | Liberaal / PLP      |
|                            | Charles de Brouckère (1796-1860)           | 1848-1860                             |                     | PLP                 |
|                            | André-Napoléon Fontainas (1807-1863)       | 1860-1863                             |                     | PLP                 |
|                            | Jules Anspach (1829-1879)                  | 1863-1879                             |                     | PLP                 |
|                            | Felix Vanderstraeten (1823-1884)           | 1879-1881                             |                     | PLP                 |
|                            | Karel Buls (1837-1914)                     | 1881-1899                             |                     | PLP                 |
|                            | Emile de Mot (1835-1909)                   | 1899-1909                             |                     | PLP                 |
|                            | Adolphe Max (1869-1939)                    | 1909-1939                             |                     | PLP                 |
|                            | Maurice Lemonnier (1860-1930)              | 1914-1917 okt.-nov. 1918 (waarnemend) |                     | PLP                 |
|                            | Joseph Van De Meulebroeck (1876-1958)      | 1939-1956                             |                     | PLP                 |
|                            | Jules Coelst (1870-1946)                   | 1941-1942 (waarnemend)                |                     | PLP                 |
|                            | Jan Grauls (1887-1960)                     | 1942-1944 (oorlogsburgemeester)       |                     | Partijloos          |
|                            | Lucien Cooremans (1899-1985)               | 1956-1975                             |                     | PLP / PVV-PLP / PRL |
|                            | Pierre Van Halteren (1911-2009)            | 1975-1982                             |                     | PRL                 |
|                            | Hervé Brouhon (1924-1993)                  | 1983-1993                             |                     | PS                  |
|                            | Michel Demaret (1940-2000)                 | 1993-1994                             |                     | PSC                 |
|                            | Freddy Thielemans (1944-2022)              | 1994                                  |                     | PS                  |
|                            | François-Xavier de Donnea (1941-)          | 1995-2000                             |                     | PRL                 |
|                            | Freddy Thielemans (1944-2022)              | 2001-2013                             |                     | PS                  |
|                            | Yvan Mayeur (1960-)                        | 2013-2017                             |                     | PS                  |
|                            | Philippe Close (1971-)                     | 2017-heden                            |                     | PS                  |

Brussels Hoofdstedelijk Gewest:
Anderlecht · 
Brussel

Vlaanderen:
Aalst · 
Aarschot · 
Antwerpen · 
 Asse · 
Beernem · 
Bertem · 
Blankenberge · 
Brugge · 
Damme · 
De Haan · 
De Panne · 
Deerlijk · 
Deinze · 
Eeklo · 
Evergem · 
Galmaarden · 
Geraardsbergen · 
Gent · 
Halle · 
Hasselt · 
Herent · 
Herk-de-Stad · 
Herzele · 
Heusden-Zolder · 
Houthalen-Helchteren · 
Ichtegem · 
Kaprijke · 
Knokke-Heist · 
Kortemark · 
Kortenberg · 
Kortrijk · 
Leuven · 
Lichtervelde · 
Lievegem · 
Lokeren · 
Maldegem · 
Mechelen · 
Moerbeke-Waas · 
Ninove · 
Oostende · 
Oostkamp · 
Poperinge · 
Roeselare · 
Ronse · 
Sint-Lievens-Houtem · 
Sint-Niklaas · 
Sint-Truiden · 
Temse · 
Tielt · 
Tienen · 
Tongeren · 
Torhout · 
Veurne · 
Waregem · 
Wellen · 
Wetteren · 
Wichelen · 
Zaventem · 
Zedelgem · 
Zele · 
Zonhoven · 
Zottegem

Wallonië: 
Charleroi · 
's-Gravenbrakel · 
Morlanwelz · 
Ophain-Bois-Seigneur-Isaac · 
Waver